# Mantreswara
Mantreswara foi um astrólogo védico cuja obra Phaladeepika, escrita em sânscrito em formato de verso, é um dos textos mais importantes ao lado do Bṛhat Parāśara Horāśāstra de Parashara e Brihat Jataka de Varahamihira. Ele nasceu em Markandeya Bhattathiri/Bhattar em uma família de brâmanes Namboodari. A data de seu nascimento e morte são incertos, mas muitos acreditam que foi por volta do século XIII, enquanto outros acreditam que foi no XVI.  Em seu trabalho Phaladeepika, Mantreswara confirma que ele viveu em Shalivati, atual Tirunelveli, como um renomado brâmane. Conhecedor de diversas áreas do conhecimento, ele viajou por toda a Índia, em seus últimos anos se tornou um asceta e atingiu o samadhi em seu local de nascimento.